# Teøyane
Die Teøyane (norwegisch für Tee-Inseln) sind eine Gruppe dreier kleiner Inseln (Kita-Teøya, Higasi-Teøya und Nisi-Teøya) und einiger Rifffelsen vor der Prinz-Harald-Küste des Königin-Maud-Lands. Sie gehören zur Inselgruppe Flatvær und liegen unmittelbar südlich der Ongul-Insel auf der Ostseite der Einfahrt zur Lützow-Holm-Bucht.
Norwegische Kartografen, die sie auch benannten, kartierten die drei Hauptinseln anhand von Luftaufnahmen, die bei der Lars-Christensen-Expedition 1936/37 entstanden. Die gesamte Gruppe wurde zwischen 1957 und 1962 von japanischen Antarktisexpeditionen erfasst.